# NHKみんなのうた 55 アニバーサリー・ベスト 〜6さいのばらーど〜
『NHKみんなのうた 55 アニバーサリー・ベスト 〜6さいのばらーど〜』（エヌエイチケーみんなのうた ごじゅうご アニバーサリー・ベスト ろくさいのばらーど）は、2016年4月27日に発売された、NHKの音楽番組『みんなのうた』の放送開始55周年記念ベスト・アルバムのシリーズ。

## 概要
- 本作は、キングレコードから発売された。
- 規格商品番号は、KICG-485。
- ジャケット写真の色は、黄色。
- ジャケット写真の楽曲映像のアートワークは、以下の通り。
  - 1969年12月・1970年1月放送「パンのマーチ」
  - 2010年6月・7月放送「えがおのはな」
  - 2012年2月・3月放送「6さいのばらーど」
  - 2013年6月・7月放送「タン・タン・タン」
  - 2014年8月・9月放送「南の島のココナッツ」

## 収録曲
- 1.グリーン・グリーン / 杉並児童合唱団
- 2.パンのマーチ / ペギー葉山、東京少年少女合唱隊
- 3.さびしいカシの木 / ボニージャックス
- 4.雪映えの町 / 倍賞千恵子、東京トルベール
- 5.雪の日のたより / 依田陽子、東京放送児童合唱団
- 6.進め!しんじ君 / 芹洋子
- 7.夕顔の里 / さとう宗幸
- 8.詩人とつばめ / 小室等
- 9.上級生 / 森口博子
- 10.以心伝心しよう / 大城光恵
- 11.みどりの星 / ペギー葉山、タンポポ児童合唱団
- 12.こころはハレルヤ / かぼちゃ商会
- 13.YAKUSOKU 〜父に送る手紙〜 / Toi et Moi 21'
- 14.光のゲンちゃん / SHOWTA.
- 15.虹色ラブレター / 諫山実生
- 16.えがおのはな / 上野樹里
- 17.6さいのばらーど / ゆーゆ、パパーズ
- 18.なぜ / ケロポンズ、狭山第二児童館合唱団
- 19.しりとりマンボ / 熊倉一雄&はっぴーらいふ
- 20.ふきとひよこ / 真依子
- 21.タン・タン・タン / ワタナベフラワー&ゆーゆ
- 22.ねむいいぬ / 坂田おさむ
- 23.南の島のココナッツ / elli+katz+nory
- 24.2つのゆびわ / 坂田めぐみ、坂田おさむ
- 25.おばあのお守り / 成底ゆう子